# Iniciativa de Citas Abiertas
La Iniciativa de Citas Abiertas (I4OC) es un proyecto lanzado públicamente en abril de 2017, que se describe a sí mismo como: "una colaboración entre editores académicos, investigadores y otras partes interesadas para promover la disponibilidad ilimitada de datos de citas académicas y hacer que estos datos estén disponibles". Está destinado a facilitar un análisis de citas mejorado.

## Metodología
Las citas se almacenan en Crossref y están disponibles a través de la API REST de Crossref. También están disponibles en OpenCitations Corpus, una base de datos que recopila datos de citas de Crossref y otras fuentes. Los involucrados en la Iniciativa consideran que los datos son de dominio público, por lo que se utiliza una licencia CC0. Los beneficios declarados de este enfoque son: 1. descubrimiento del contenido publicado; 2. la construcción de nuevos servicios, y 3. la creación de un gráfico de citas públicas para explorar las conexiones entre los campos del conocimiento. La Royal Society of Chemistry designó el I4OC como una característica de excelencia en la publicación, y IOP Publishing participa para implementar su compromiso con la Declaración de San Francisco sobre Evaluación de la Investigación.

## Lanzamiento
La iniciativa se estableció en respuesta a un artículo sobre citas en Wikidata, Citas necesarias para la suma de todo el conocimiento humano: Wikidata como el eslabón perdido entre la publicación académica y los datos abiertos vinculados, presentado por Dario Taraborelli, jefe de investigación de la Fundación Wikimedia, en la octava Conferencia sobre Publicaciones Académicas de Acceso Abierto, en septiembre de 2016. En ese momento, solo el 1% de los artículos en Crossref tenían metadatos de citas que estaban disponibles gratuitamente. En el momento del lanzamiento público, el 6 de abril de 2017, esa cifra había aumentado al 40% como resultado de la puesta en marcha de la iniciativa.
Los socios fundadores fueron:
- OpenCitations
- Fundación Wikimedia
- PLOS
- eLife
- DataCite
- El Centro de Cultura y Tecnología de la Universidad de Curtin

En el momento del lanzamiento, 64 organizaciones, incluidas Wellcome Trust, la Fundación Bill y Melinda Gates y la Fundación Alfred P. Sloan, habían respaldado el proyecto y, en mayo de 2017, la Fundación Sloan confirmó que proporcionaría fondos. 29 de estas organizaciones eran editores que habían acordado compartir sus metadatos de citas abiertamente. Estos incluyen Springer Nature, Taylor & Francis y Wiley . El 11 de julio de 2017, la Iniciativa anunció que se habían inscrito otros dieciséis editores. El 8 de agosto de 2017, la Iniciativa se publicó en carta abierta a las partes interesadas. El mismo mes, la Biblioteca Británica se convirtió en una organización miembro.

## Participación de Elsevier
Elsevier, que aporta el 30% de los metadatos de citas en Crossref, no se unió inicialmente a la iniciativa. 
En enero de 2019, el consejo editorial del Journal of Informetrics de Elsevier dimitió y lanzó la nueva revista Quantitative Science Studies, citando la falta de apoyo de Elsevier al I4OC como una de las principales razones del cambio. Elsevier afirmó en respuesta que no podían divulgar sus datos de forma gratuita debido a la pérdida de ingresos por licencias de sus servicios de citas Scopus patentados. Elsevier finalmente se unió a la iniciativa en enero de 2021 después de que los datos ya estuvieran disponibles con una licencia Open Data Commons en Microsoft Academic.